# Lina Coen
Lina Coen (nascuda Caroline Marie Cohen; París, 21 de setembre de 1878 – Miami, 13 d'abril de 1952) va ser una música franco-americana d'origen holandès. Celebrada com a pianista i professora vocal, fou la primera dona als Estats Units a dirigir una òpera.

## Vida
Coen va néixer com a Caroline Marie Cohen, filla d'Hippolijte Cohen, comerciant de diamants, i Mathilde Schoijer, tots dos dels Països Baixos.
Es va casar amb el violoncel·lista holandès Jacques van Lier a Berlín el 1899. Va tenir una filla, Felicia Anne van Lier, nascuda el 1901. La parella es va divorciar el 1907, però es va quedar a Berlín fins que va esclatar la Primera Guerra Mundial. L'agost de 1914 Coen va viatjar amb el seu exmarit i la seva filla fins a Eastbourne, i va continuar el viatge sola per establir-se a la ciutat de Nova York el novembre de 1914. El 1925 va obtenir la ciutadania nord-americana amb el nom de Lina Coen, renunciant a la ciutadania francesa i holandesa.
Després de la mort del seu pare, Lina Coen es va endur la seva mare a Nova York i en va tenir cura fins que va morir. Es va traslladar aleshores a Miami per viure amb la seva filla, Felicia "Sousie" Van Lier Browne, i la família d'ella.

## Carrera

### Pianista
Lina Coen es va graduar al Conservatori de París, on va estudiar piano amb Élie-Miriam Delaborde. Va oferir el seu primer concert al Kurhaus de Scheveningen el 1896. Als 17 anys, va interpretar la Rapsòdia hongaresa núm. 11, de Franz Liszt, i el Capriccio Brillant, de Felix Mendelssohn, acompanyats per una Orquestra Filharmònica sota la direcció de Frans Mannstädt. Poc després, es va traslladar a Berlín. Coen va ser pianista solista en un concert de la Filharmònica de Berlín dirigida per Josef Řebíček, interpretant el Concert per a piano, de Robert Schumann. L'any següent, Coen va obtenir un contracte per a una sèrie de 45 concerts a tot Alemanya. Va formar un trio de música de cambra, amb la violinista Margarethe Baginsky i el seu promès, Jacques van Lier. L'abril de 1905, Coen i Van Lier van fer concerts a Leipzig i Erfurt amb la contralt alemanya Grete Hentschel. Obrien amb les Variacions sobre un tema rococó, de Txaikovski, i la crítica s'hi mostrà favorable. També va provar la composició: entre 1896 i 1906, tres de les seves composicions es van publicar a París en la sèrie Pensée: pour piano.
Aviat trobaria el paper que definiria la seva carrera: acompanyar cantants d'òpera al piano. Ja al 1908 va acompanyar Alexander Heinemann en una gira pels Països Baixos i Anglaterra. El seu debut a Nova York va ser al Carnegie Hall, el gener de 1915, quan va donar suport a Olive Fremstad al piano. Es va convertir en la pianista oficial de Leon Rothier, de la Metropolitan Opera, amb qui va fer una gira per Canadà. El 1920 va passar nou setmanes de gira pels Estats Units amb Marie Rappold. A més d'exercir com a acompanyant al piano, Coen hi va actuar també com a solista, interpretant composicions de Théodore Dubois (Dos poemes) i Liszt (Rhapsody No. 11; Consolation), música que interpretava sovint, i que de vegades es complementava amb interpretacions del Vals en do sostingut menor, op. 64, núm. 2, de Chopin (Op. 64, No. 2), i la Gavota de Gluck, de Johannes Brahms. El 1929 va acompanyar Marie Rappold en concerts als Països Baixos, el lloc d'origen de la seva família. Van tocar el Koninklijk Concertgebouw i a la societat Diligentia, de La Haia.

### Directora d'òpera i professora vocal

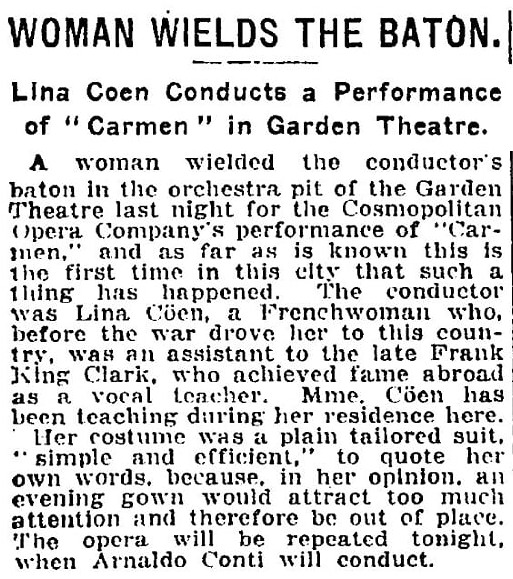
Article al New York Times, 8 de febrer de 1917, pàg. 10

Coen va ser la primera dona dels EUA a dirigir una òpera, segons la New York Review (10 de febrer de 1917) en un article titulat «Woman Conducts Carmen Performance at Garden Theatre: Mme. Coen és la primera dona que empunya la batuta a la Grand Opera a Amèrica», amb alguna referència aparentment inevitable sobre el seu vestit.
L'òpera va ser presentada per la Cosmopolitan Opera Company i va comptar amb Marta Wittkowska en el rol de Carmen, Enrico Arenson com a Don José i Auguste Bouillez com a Escamillo.
Entre els cantants que van estudiar amb Coen hi ha Marion Telva, Julia Culp, Jeanne Gordon, Carl Jörn, Orville Harrold, Marie Tiffany, Geneviève Vix, Claire Dux i molts altres.
La seva carrera com a directora va continuar l'any 1921, quan va treballar amb Leon M. Kramer i va dirigir La Juive, a la Lexington Opera House de Nova York sota els auspicis de la Jewish American Opera Company, en la primera vegada que es representava als EUA una gran òpera en llengua ídix. Després d'això, Lina Coen es va centrar en el seu paper de preparadora vocal fins que l'any 1944 es va convertir en la directora musical de la seva tercera òpera, Hansel und Gretel, d'Engelbert Humperdinck, presentada per l'Escola de Música de la Universitat de Miami, on havia treballat des de 1943 com a professora de veu.